# Parc naturel du Mont Fenera
Le parc naturel du Mont Fenera est une réserve naturelle de 725,98 hectares sur les collines de la Valsesia autour du Mont Fenera (899 m d'altitude)
Dans les grottes karstiques on retrouva des restes de l'homme de Néandertal, du moustérien (bas Paléolithique) et de l'ours des cavernes.
On y dénombre 30 espèces botaniques environ.